# VR-MainBank
Die VR-MainBank eG ist eine deutsche Genossenschaftsbank mit Sitz in der bayerischen Stadt Gerolzhofen im Landkreis Schweinfurt.

## Geschichte
Im Jahr 2022 fusionierte die VR-Bank Gerolzhofen eG mit dem Sitz in Gerolzhofen mit der Raiffeisenbank Estenfeld-Bergtheim eG mit dem Sitz in Estenfeld zur VR-MainBank eG. Am Markt tritt die VR-MainBank eG mit ihren Zweigniederlassungen VR-Bank Gerolzhofen und Raiffeisenbank Estenfeld-Bergtheim auf.

### VR-Bank Gerolzhofen eG
Am 13. März 1881 wurde der Spar- und Darlehenskassenverein Donnersdorf-Falkenstein mit dem Sitz in Donnersdorf als ältestes Vorgängerinstitut der ehemaligen VR-Bank Gerolzhofen eG gegründet.
Im Jahr 1966 fusionierte die Raiffeisenkasse Oberschwarzach eGmbH mit dem Sitz in Oberschwarzach mit der Raiffeisenkasse Wiebelsberg-Mutzenroth eGmbH mit dem Sitz in Wiebelsberg und firmierte dann im Jahr 1972 zur Raiffeisenbank Gerolzhofen und Umgebung eGmbH um. Die ehemalige Raiffeisenkasse Gerolzhofen eGmbH fusionierte im Jahr 1967 mit der Spar- und Darlehnskasse Traustadt eGmbH mit dem Sitz in Traustadt und der Raiffeisenkasse Hundelshausen-Altmannsdorf eGmbH mit dem Sitz in Hundelshausen. Nicht belegt ist die sicherlich erfolgte Fusion der Raiffeisenkasse Gerolzhofen in den Jahren zwischen 1967 und 1972 mit der Raiffeisenkasse Oberschwarzach eGmbH.
1973 fusionierte die Raiffeisenkasse Mönchstockheim eGmbH mit dem Sitz in Mönchstockheim mit der Raiffeisenbank Gerolzhofen und Umgebung eGmbH und dann im Jahr 1977 die Raiffeisenkasse Dingolshausen-Bischwind-Vögnitz eG mit dem Sitz in Dingolshausen mit der Raiffeisenbank Gerolzhofen und Umgebung eG. Die Raiffeisenkasse Dingolshausen-Bischwind-Vögnitz eG entstand im Jahr 1968 aus der Fusion der Raiffeisenkasse Bischwind eGmbH mit dem Sitz in Bischwind mit der Raiffeisenkasse Vögnitz eGmbH mit dem Sitz in Vögnitz und der Raiffeisenkasse Dingolshausen eGmbH.
Im Jahr 1979 fusionierte dann die Raiffeisenbank Gerolzhofen und Umgebung eG mit der Raiffeisenkasse Michelau i. Stgw. eG mit dem Sitz in Michelau im Steigerwald und im Jahr 1988 mit der Raiffeisenbank Donnersdorf eG mit dem Sitz in Donnersdorf. Die Raiffeisenkasse Donnersdorf eGmbH hatte zuvor 1971 mit der Raiffeisenkasse Dampfach eGmbH mit dem Sitz in Dampfach fusioniert.
Am 30. Juni 1992 fusionierte dann die Raiffeisenbank Gerolzhofen und Umgebung eG mit der Raiffeisenbank Unterspiesheim u. Umgebung eG mit dem Sitz in Unterspiesheim zur Raiffeisenbank Gerolzhofen-Unterspiesheim eG. Im Jahr 1994 übernahm diese dann das Kundengeschäft der ehemaligen Volksbank Gerolzhofen eGmbH, die 1971 mit der Volksbank Würzburg eGmbH fusioniert hatte und änderte ihre Firmierung in Raiffeisen-Volksbank Gerolzhofen-Unterspiesheim eG. Die Vertreterversammlung beschloss im Jahr 2007 den Namen der Bank in VR-Bank Gerolzhofen eG zu ändern.
Durch die Fusion der Raiffeisenkasse Oberspiesheim eGmbH mit dem Sitz in Oberspiesheim im Jahr 1963 mit der Raiffeisenkasse Unterspiesheim eGmbH mit dem Sitz in Unterspiesheim entstand die Raiffeisenkasse Unter- Oberspiesheim eGmbH mit dem Sitz in Unterspiesheim. Diese fusionierte im Jahr 1969 mit der Raiffeisenkasse Gernach eGmbH mit dem Sitz in Gernach zur Raiffeisenbank Unter- Oberspiesheim - Gernach eGmbH und im Folgejahr fusionierte diese dann mit der Raiffeisenbank Kolitzheim eGmbH mit dem Sitz in Kolitzheim und der Raiffeisenkasse Zeilitzheim eGmbH mit dem Sitz in Zeilitzheim zur Raiffeisenbank Unterspiesheim u. Umgebung eGmbH mit dem Sitz in Unterspiesheim. Im Jahr 1973 schloss sich noch die Raiffeisenkasse Herlheim eGmbH mit dem Sitz in Herlheim an. 

### Raiffeisenbank Estenfeld Berghteim eG
Das erste Raiffeisengebäude der Region stand in Oberpleichfeld. Hier wurde bereits am 17. Januar 1870 der „Creditverein Oberpleichfeld“ gegründet. Dies war der erste Verein in Bayern, der die Idee Raiffeisens in die Tat umsetzte. Wie in der Bankenbranche üblich kam es bereits in der Vergangenheit zu regionalen Fusionen von Raiffeisenbanken. So entstand die Raiffeisenbank Estenfeld-Kürnach-Unterpleichfeld eG mit dem Sitz in Estenfeld im Jahr 1991 durch die Fusion der Raiffeisenbank Estenfeld-Kürnach eG mit dem Sitz in Estenfeld mit der Raiffeisenbank Unterpleichfeld und Umgebung eG mit dem Sitz in Unterpleichfeld und die Raiffeisenbank Bergtheim-Fährbrück eG mit dem Sitz in Bergtheim im Jahr 1990 durch die Fusion der Raiffeisenbank Bergtheim-Oberpleichfeld eG mit dem Sitz in Bergtheim mit der Raiffeisenbank Fährbrück eG mit dem Sitz in Opferbaum. Beide Banken fusionierten anschließend Jahre 2000 zur Raiffeisenbank Estenfeld-Bergtheim eG mit dem Sitz in Estenfeld.
Zuvor fusionierte die Raiffeisenbank Unterpleichfeld eGmbH im Jahr 1965 mit der Raiffeisenkasse Hilpertshausen-Rupprechtshausen eGmbH mit dem Sitz in Hilpertshausen zur Raiffeisenbank Unterpleichfeld und Umgebung eGmbH, die dann 1968 mit der Raiffeisenkasse Mühlhausen bei Würzburg eGmbH mit dem Sitz in Mühlhausen und der Raiffeisenkasse Burggrumbach eGmbH mit dem Sitz in Burggrumbach fusionierte.
Die damalige Raiffeisenbank Estenfeld-Kürnach eGmbH entstand im Jahr 1971 durch die Fusion der Raiffeisenkasse Estenfeld eGmbH mit der Raiffeisenbank Kürnach und Umgebung eGmbH mit dem Sitz in Kürnach.
Die Raiffeisenkasse Oberpleichfeld eGmbH fusionierte im Jahr 1967 mit der Raiffeisenkasse Püssensheim eGmbH mit dem Sitz in Püssensheim zur Raiffeisenkasse Oberpleichfeld-Püssensheim eGmbH mit dem Sitz in Oberpleichfeld und dann im Jahr 1979 als Raiffeisenkasse Oberpleichfeld-Püssensheim eG mit der Raiffeisenbank Bergtheim und Umgebung eG zur Raiffeisenbank Bergtheim-Oberpleichfeld eG mit dem Sitz in Bergtheim. Zuvor fusionierte 1977 die Raiffeisenbank Bergtheim und Umgebung eG mit der Raiffeisenkasse Dipbach eG mit dem Sitz in Dipbach.
Durch die Fusion der Raiffeisenkasse Opferbaum eGmbH mit dem Sitz in Opferbaum im Jahr 1968 mit der Raiffeisenkasse Erbshausen eGmbH mit dem Sitz in Erbshausen, der Raiffeisenkasse Hausen bei Arnstein und Umgebung eGmbH mit dem Sitz in Hausen bei Würzburg und der Raiffeisenkasse Rieden eGmbH mit dem Sitz in Rieden entstand die Raiffeisenbank Fährbrück eGmbH.

## Rechtsverhältnisse
Die VR-MainBank eG ist im Genossenschaftsregister beim Amtsgericht Schweinfurt unter GnR 108 eingetragen.

## Organisationsstruktur
Rechtsgrundlagen sind das Genossenschaftsgesetz und die durch die Vertreterversammlung beschlossene Satzung. Organe der Bank sind der Vorstand, der Aufsichtsrat und die Vertreterversammlung.

## Sicherungseinrichtung
Die VR-MainBank eG ist der amtlich anerkannten Sicherungseinrichtung des Bundesverbandes der Deutschen Volksbanken und Raiffeisenbanken GmbH und der zusätzlichen freiwilligen Sicherungseinrichtung des Bundesverbandes der Deutschen Volksbanken und Raiffeisenbanken e.V. angeschlossen.

## Geschäftsausrichtung
Die VR-MainBank eG betreibt das Universalbankgeschäft und gehört dem Genossenschaftlichen FinanzVerbund an. Sie bietet ihren Kunden die folgenden Produkte an: Versicherungen, Leasing, Bausparen, Investment- oder Immobilienfonds. Im Verbundgeschäft arbeitet sie mit der DZ Bank, R+V Versicherung, Bausparkasse Schwäbisch Hall, MünchnerHyp, Teambank, VR Smart Finanz, Allianz, DZ Hyp und der Union Investment zusammen.

## Ausbildung
Die VR-MainBank eG bietet Ausbildungen in mehreren kaufmännischen Berufen an.

## Regionales Engagement
Die VR-MainBank eG unterstützt soziale, gemeinnützige und karitative Einrichtungen.

## Stiftung der VR-Bank Gerolzhofen
Die damalige VR-Bank Gerolzhofen eG gründete im Jahr 2014 eine eigene Stiftung mit einem Grundkapital von 250.000,00 Euro. Das Grundkapital stammt aus den Erträgen der Bank. Aus den Erlösen der Stiftung sollen ausschließlich gemeinnützige, mildtätige und kirchliche Zwecke im Geschäftsgebiet der Bank gefördert werden.

## Geschäftsgebiet
Das Geschäftsgebiet liegt im Südosten des Landkreises Schweinfurt und den Nordosten des Landkreises Würzburg.
An diesen Orten betreibt die Bank Filialen:
- Gerolzhofen (Hauptstelle, jur. Sitz)
- Estenfeld (Geschäftsstelle)
- Unterspiesheim (Geschäftsstelle)
- Bergtheim (Geschäftsstelle)
- Unterpleichfeld (SB-Geschäftsstelle)
- Oberpleichfeld (SB-Geschäftsstelle)
- Kürnach (SB-Geschäftsstelle)
- Dingolshausen (SB-Geschäftsstelle)
- Kolitzheim (SB-Geschäftsstelle)
- Donnersdorf (SB-Geschäftsstelle)